# Sông băng Perito Moreno

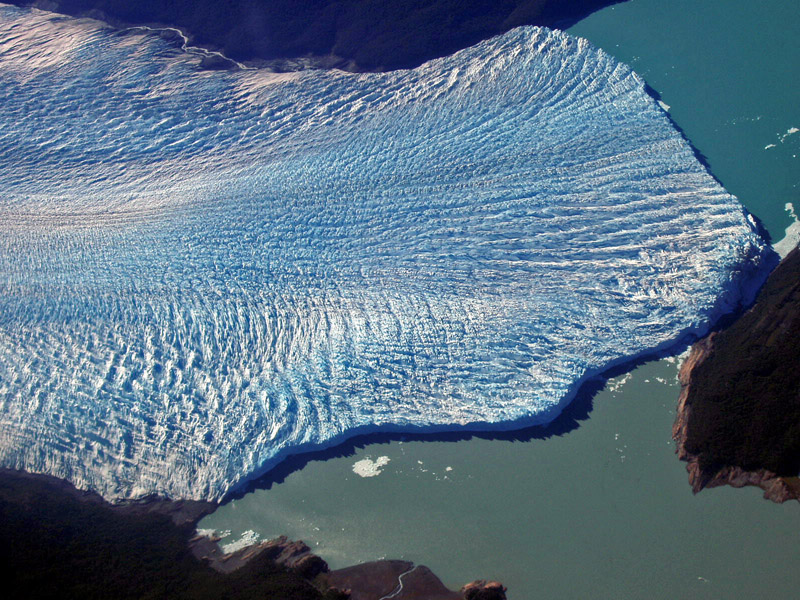
Aerial view of the glacier, taken two weeks before the 2004 rupture

Sông băng Perito Moreno (tiếng Tây Ban Nha: Glaciar Perito Moreno) thuộc Vườn quốc gia Los Glaciares, tỉnh Santa Cruz, Patagonia của Argentina. Đây là một trong những điểm thu hút khách du lịch quan trọng nhất ở Patagonia.
Băng với diện tích 250 km2 (97 dặm vuông Anh), dài 30 km (19 mi), Perito Moreno là một trong 48 sông băng có nguồn băng từ cánh đồng băng Nam Patagonia, nằm trong dãy núi Andes, trên biên giới hai nước Argentina và Chile. Nơi đây là khu dự trữ nước ngọt lớn thứ ba thế giới, là nguồn cung cấp băng cho hơn 356 hồ sông băng lớn nhỏ.
Perito Moreno nằm cách El Calafate 78 kilômét (48 mi), được đặt theo tên nhà thám hiểm Francisco Moreno, nhà tiên phong nghiên cứu về khu vực này vào thế kỷ 19 và đóng vai trò chính trong việc bảo vệ lãnh thổ Argentina trong cuộc xung đột xung quanh tranh chấp biên giới quốc tế với Chile.